# Lista de reservas da biosfera na América Latina e no Caribe
O Programa Homem e a Biosfera da UNESCO reconhece 129 Reservas da Biosfera na América Latina e Caribe (até Junho de 2017). As reservas da biosfera fazem parte da Rede Mundial de Reservas da Biosfera. Estes biomas estão distribuídos em mais de 21 países da região.
Abaixo estão listadas as reservas da biosfera na América Latina e Caribe, organizadas por país/território, com o ano em que foram reconhecidas como parte da Rede Mundial de Reservas da Biosfera.

## Argentina
- San Guillermo (1980)
- Laguna Blanca (1982)
- Costero del Sur (1984)
- Ñacuñán (1986)
- Pozuelos (1990)
- Yabotí (1995)
- Mar Chiquita (1996)
- Delta del Paraná (2000)
- Riacho Teuquito (2000)
- Laguna Oca del Río Paraguai (2001)
- Las Yungas (2002)
- Andino Norpatagonica (2007)
  - Parque Nacional Lanín
  - Parque Nacional Nahuel Huapi
  - Parque Nacional Los Arrayanes
  - Parque Nacional Lago Puelo
  - Parque Nacional Los Alerces
- Pereyra Iraola (2007)
- Valdés (2014)
- Patagonia Azul (2015)

## Bolívia
- Pilon-Lajas (1977)
- Ulla, Ulla (1977)
- Beni (1986)

## Brasil
- Mata Atlântica (1993)
- Cerrado (1993)
- Pantanal (2000)
- Caatinga (2001)
- Mata dos Cocais (2019)
- Amazônia Central (2001)
- Serra do Espinhaço (2005)
- Reserva da Biosfera do Cinturão Verde de São Paulo (2017)

## Chile
- Fray Jorge (1977)
- Juan Férnandez (1977)
- Torres del Paine (1978)
- Laguna San Rafael (1979)
- Lauca (1981)
- Araucarias (1983)
- La Campana-Peñuelas (1984)
- Cabo de Horn (2005)
- Bosques Templados Lluviosos de los Andes Australes (2007)
- Corredor Biológico Nevados de Chillán - Laguna del Laja (2011)

## Colômbia
- Cinturón Andino (1979)
  - Cueva de los Guácharos
  - Puracé
  - Nevado del Huila
- El Tuparro (1979)
- Sierra Nevada de Santa Marta (1979)
- Ciénaga Grande de Santa Marta (2000)
- Seaflower (2000)

## Costa Rica
- La Amistad Parque Internacional (1982)
- Cordilheira Vulcânica Central (1988)
- Aqua y Paz (2007)
- Savegre (2017)

## Cuba
- Sierra del Rosario (1984)
- Cuchillas del Toa (1987)
- Península de Guanahacabibes (1987)
- Baconao (1987)
- Ciénaga de Zapata (2000)
- Buenavista (2000)

## República Dominicana
- Jaragua-Bahoruco-Enriquillo (2002)

## Equador
- Arquipélago de Colón (Galápagos) (1984)
- Yasuni (1989)
- Sumaco (2000)
- Podocarpus-El Condor (2007)
- Maciço de Cajas (2013)
- Bosque Seco (Parte dos Bosques de Paz Transfronteiriços com o Peru) (2014) (2017 Transfronteiriço com o Peru)

## El Salvador
- Apaneca-Llamatepec (2007)
  - Coatepeque Caldeira
  - Izalco
- Xiriualtique Jiquilisco (2007)

## Guadalupe
- Parque Nacional Guadalupe

## Guatemala
- Maya (1990)
- Sierra de las Minas (1992)
- Reserva da Biosfera Transfronteiriça Trifinio Fraternidad (El Salvador/Guatemala/Honduras) (2011)

## Haiti
- La Selle (2012)
- La Hotte (2016)

## Honduras
- Rio Plátano (1980)
- Reserva da Biosfera Transfronteiriça Trifinio Fraternidad (El Salvador/Guatemala/Honduras) (2011)
- Cacique Lempira, Señor de las Montañas (2015)
- San Marcos de Colón (2017)

## México
- Mapimí (1977)
- La Michilía (1977)
- Montes Azules (1979)
- El Cielo (1986)
- Sian Ka'an (1986)
- Reserva da Biosfera de Sierra de Manantlán (1988)
- Calakmul (1993)
- El Triunfo (1993)
- El Vizcaíno (1993)
- Alto do Golfo da Califórnia (1993)
- Alto do Golfo da Califórnia (1995)
- Sierra Gorda (2001)
- Banco Chinchorro (2003)
- Sierra La Laguna (2003)
- Ría Celestún (2004)
- Ría Lagartos (2004)
- Cumbres de Monterrey (2006)
- Huatulco (2006)
- La Encrucijada (2006)
- La Primavera (2006)
- La Sepultura (2006)
- Laguna Madre e Delta do Río Bravo (2006)
- Los Tuxtlas (2006)
- Maderas del Carmen (2006)
- Mariposa Monarca (2006)
- Pantanos de Centla (2006)
- Selva El Ocote (2006)
- Serra de Huautla (2006)
- Volcán Tacaná (2006)
- Arrecife Alacranes (2006)
- Barranca de Metztilan (2006)
- Chamela-Cuixmala (2006)
- Cuatrocienagas (2006)
- Sistema Arrecifal Veracruzano (2006)
- Serra de Alamos - Rio Cuchujaqui (2007)
- Islas Marías (2008)
- Lagunas de Montebello (2009)
- Naha-Metzabok (2010)
- Los Volcones (2010)
- Islas Marías (2010)
- Tehuacán-Cuicatlán (2012)
- Isla Cozumel (2016)

## Nicarágua
- Bosawas (1997)
- Rio San Juan (2003)
- Ilha Ometepe (2010)

## Panamá
- Parque Nacional Darién (1983)
- Parque Nacional La Amistad (2000)

## Paraguai
- Bosque Mbaracayú (2000)
- El Chaco (2005)
- Itaipu (2017)

## Peru
- Huascarán (1977)
- Manu (1977)
- O Noroeste Amotapes–Manglares (1977, expandido e renomeado em 2016)
  - Cerros de Amotape Parque Nacional
  - Reserva de caça El Angolo
  - Zona Reservada de Tumbes
  - Santuário Nacional Tumbes Mangals
- Oxapampa-Ashaninka-Yanesha (2010)
  - Parque Nacional Yanachaga–Chemillén
  - Floresta Nacional de San Matías–San Carlos
  - Reserva comunitária de Yanesha
  - Reserva comunitária de El Sira
- Gran Pajatén(2016)
  - Parque Nacional do Rio Abiseo

## São Cristóvão e Nevis
- Santa Maria (2011)

## Uruguai
- Bañados del Este (1976)
- Bioma Pampa-Quebradas del Norte (2014)

## Venezuela
- Alto Orinoco-Casiquiare (1993)
- Delta do Orinoco (2009)